# Ornellaia (vino)
Ornellaia è un vino rosso toscano Bolgheri DOC Superiore.

## La Tenuta
Nel 1981 il Marchese Lodovico Antinori, nei pressi di Bolgheri, creò la Tenuta dell'Ornellaia. La tenuta nasce con il preciso scopo di sfruttare i 70 ettari iniziali per dare 
origine alla produzione di vini di pregio. Per raggiungere questo scopo Antinori si avvalse anche dell’aiuto dell'enologo André Tchelistcheff.
Il primo aprile 2005 la "Tenuta dell'Ornellaia" è diventata di proprietà della Marchesi de' Frescobaldi.

## Produzione
Le uve vengono dapprima raccolte in casse da 15 kg ciascuna.
La fermentazione viene fatta in vasche d'acciaio a 26-30 °C per 18 giorni dopo una leggera e soffice pigiatura.
Indi la fermentazione malolattica viene fatta in barriques per 18 mesi (al 70% nuovi ed al 30% di 2º passaggio), infine affinamento in bottiglia per 12 mesi prima dell'immissione sul mercato.

## Caratteristiche organolettiche
- Colore: Rosso rubino intenso tendente al nerastro impenetrabile.
- Olfatto: Ricco, elegante.
- Gusto: Asciutto, robusto, ben strutturato.

## Abbinamenti consigliati
- Filetti alla bordolese o alla rossini. (con foie gras e tartufo nero)
- Formaggi stagionati per più di un anno.